# بيتر براون (لاعب دوري الرغبي)
بيتر براون (بالإنجليزية: Peter Brown)‏ هو لاعب دوري الرغبي نيوزيلندي، ولد في 1 سبتمبر 1961 في أوكلاند في نيوزيلندا.